# Königreich Neapel (1806–1815)
Das Königreich Neapel (italienisch: Regno di Napoli; neapolitanisch: Regno ’e Napule; französisch: Royaume de Naples) war ein französischer Vasallenstaat im Süden Italiens, der von 1806 bis 1815 bestand.
Er entstand 1806 als der Bourbonenkönig Ferdinand IV. & III. von Neapel und Sizilien sich der Dritten Koalition gegen Napoleon anschloss und daraufhin durch eine französische Invasion aus seinem Königreich vertrieben wurde. Joseph Bonaparte, der ältere Bruder Napoleons, wurde an seiner Stelle eingesetzt. Joseph verlieh den Titel „Prinz von Neapel“, der erblich an seine Kinder und Enkel weitergegeben werden sollte. Als Joseph 1808 König von Spanien wurde, ernannte Napoleon seinen Schwager Joachim Murat zu seinem Nachfolger. Murat wurde später 1815 durch den Wiener Kongress entmachtet, nachdem er im Neapolitanischen Krieg gegen Österreich vorging und in der Schlacht von Tolentino entscheidend geschlagen wurde.

## Geschichte
Obwohl die napoleonischen Könige offiziell als Könige von Neapel und Sizilien tituliert wurden, machte die britische Kontrolle über das Mittelmeer es unmöglich, dass die Franzosen Sizilien eroberten, wohin Ferdinand geflohen war. Die französische Macht beschränkte sich auf das Festland-Königreich Neapel, während Ferdinand weiterhin im Königreich Sizilien residierte und regierte. Im Geiste der Modernisierung der Französischen Revolution führten die Regime von Joseph Bonaparte und Joachim Murat ein umfassendes Reformprogramm zur Neugestaltung des alten feudalen Königreichs durch. Am 2. August 1806 wurde der Feudalismus abgeschafft und alle Rechte und Privilegien des Adels unterdrückt. Auch das System der Steuerpacht wurde beendet, und die Steuererhebung wurde schrittweise unter die direkte Kontrolle der Regierung gebracht, die die Steuerpächter auszahlen und diejenigen entschädigen ließ, die ihre feudalen Steuerprivilegien verloren hatten.
Während Josephs Herrschaft wurde in der Stadt Neapel das erste öffentliche Straßenbeleuchtungssystem nach dem Vorbild von Paris installiert. Im Zuge der antiklerikalen Haltung der Revolution wurde kirchlicher Besitz in großem Umfang beschlagnahmt und als „biens nationaux“ (Nationalgüter) versteigert. Als Entschädigung für den Verlust ihrer feudalen Privilegien erhielten die Adligen Zertifikate, die gegen solche Besitztümer eingetauscht werden konnten. Nicht alle kirchlichen Ländereien wurden jedoch sofort verkauft; einige blieben erhalten, um wohltätige und Bildungsstiftungen zu unterstützen. Die meisten Klosterorden wurden aufgelöst, und ihre Mittel wurden in die königliche Schatzkammer überführt; die Benediktiner und Jesuiten wurden aufgelöst, aber Joseph bewahrte den Franziskanerorden.
Im Jahr 1808 erhielt Joachim Murat, der Ehemann von Napoleons Schwester Caroline, die Krone von Neapel vom Kaiser, nachdem Joseph widerwillig den Thron von Spanien angenommen hatte. Murat nahm an Napoleons katastrophalem Feldzug von 1812 teil und versuchte zunehmend, sein eigenes Königreich zu retten, als Napoleons Sturz absehbar wurde. Er nahm Verhandlungen mit den Österreichern und Briten auf und unterzeichnete am 11. Januar 1814 einen Vertrag mit den Österreichern. Darin verzichtete er auf seine Ansprüche auf Sizilien und sicherte den Alliierten militärische Unterstützung im Krieg gegen seinen ehemaligen Kaiser zu, im Gegenzug garantierte ihm Österreich den Fortbestand seines Besitzes von Neapel.
Murat marschierte mit seinen Truppen nach Norden und schloss sich den Österreichern gegen Napoleons Stiefsohn Eugène de Beauharnais, Vizekönig des Königreichs Italien, an. Nachdem er zunächst heimlich Kontakt mit Eugène aufgenommen hatte, um seine Optionen für einen erneuten Seitenwechsel auszuloten, entschied sich Murat schließlich, auf der Seite der Alliierten zu kämpfen, und griff Piacenza an. Nach Napoleons Abdankung am 11. April 1814 und Eugènes Waffenstillstand kehrte Murat nach Neapel zurück. Seine neuen Verbündeten misstrauten ihm jedoch, und Murat war überzeugt, dass sie ihn entmachten wollten.
Als Napoleon 1815 zurückkehrte, startete Murat von Rimini aus einen Angriff auf die österreichischen Truppen in Norditalien, den er als präventiv betrachtete. Die Mächte des Wiener Kongresses gingen davon aus, dass er mit Napoleon im Bunde stand, was jedoch nicht der Fall war, da Napoleon zu dieser Zeit versuchte, durch Friedensversprechen die Anerkennung seiner Rückkehr nach Frankreich zu sichern. Am 2. April zog Murat kampflos in Bologna ein, doch bald war er auf der Flucht, als die Österreicher den Po bei Occhiobello überquerten, und seine neapolitanischen Truppen zerfielen beim ersten Anzeichen eines Gefechts. Murat zog sich nach Cesena, dann nach Ancona und schließlich nach Tolentino zurück.

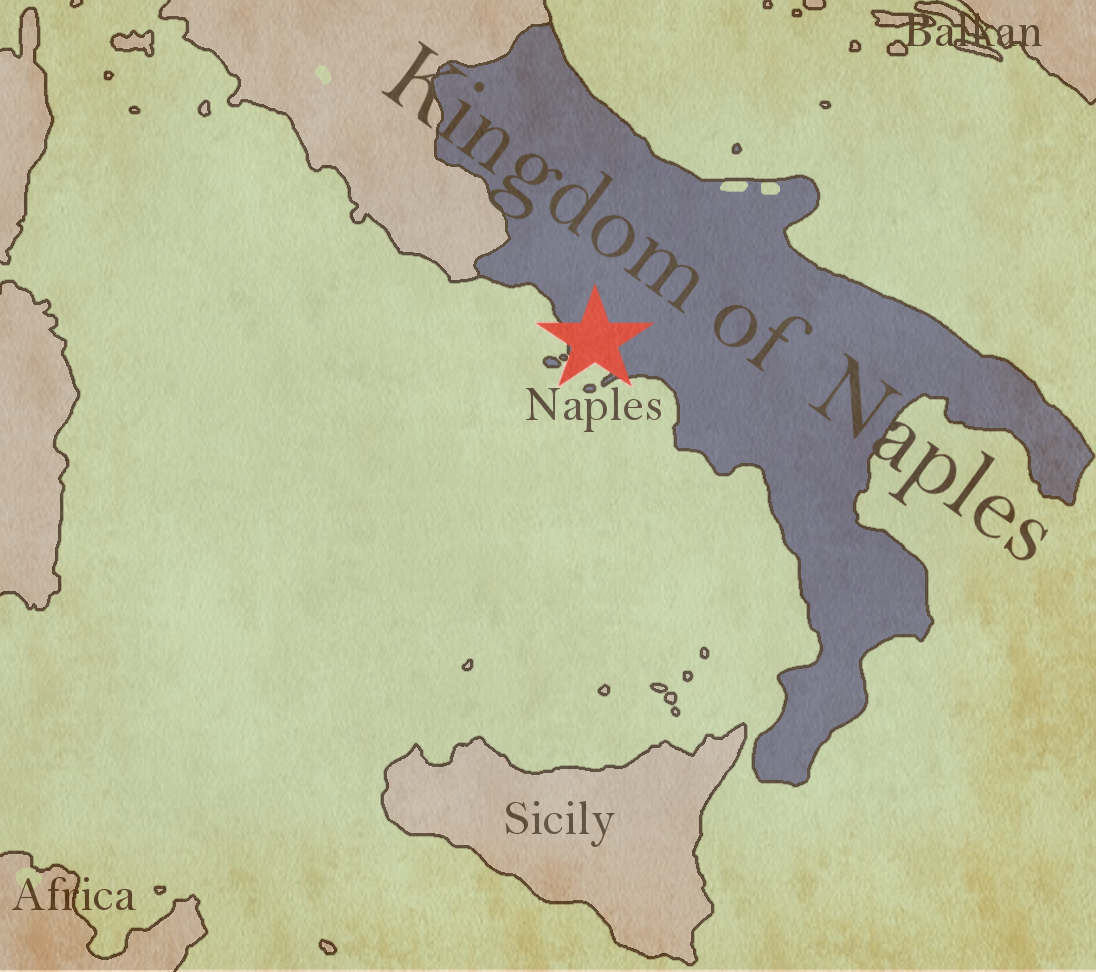
Die Grenzen des napoleonischen Königreichs Neapel. De Jure gehörte Sizilien ebenfalls dazu, konnte aufgrund der Mittelmeerpräsenz der Alliierten nicht erobert werden.

In der Schlacht von Tolentino am 3. Mai 1815 wurde die neapolitanische Armee vernichtend geschlagen. Murat floh nach Neapel, aber seine Position war unhaltbar. Er setzte seine Flucht fort und verließ Neapel in Richtung Frankreich. Ferdinand IV. & III. wurde bald wieder eingesetzt, und das napoleonische Königreich kam zu einem Ende. Der Wiener Kongress bestätigte Ferdinand im Besitz seiner alten Königreiche Neapel und Sizilien, die 1816 zum Königreich beider Sizilien vereinigt wurden, das bis 1861 Bestand hatte.

### Unter Joseph Bonaparte (1806–1808)
Nachdem er durch den militärischen Erfolg seiner Armee die Kontrolle über das Land erlangt hatte, organisierte Joseph Bonaparte dessen Verwaltung. Am 30. März 1806 erließ Napoleon in den Tuilerien ein Dekret, in dem er seinen Bruder Joseph zum „König von Neapel und Sizilien“ ernannte. Damit begann der Aufbau des familiären Herrschaftssystems, das der Kaiser an der Spitze Europas etablieren wollte. Der Besitz Neapels war von entscheidender Bedeutung für das französische Kaiserreich, da er die Kontrolle über die gesamte italienische Halbinsel, mit Ausnahme der Kirchenstaaten, ermöglichte und die Beherrschung der Seewege im Mittelmeer und in der Adria sicherte. Kurz nach seiner Ernennung wurde Joseph Bonaparte beauftragt, eine führende Rolle im Kampf gegen England zu übernehmen. Dies wurde ihm durch eine vom Senat entsandte Delegation, bestehend aus Pierre-Louis Roederer, Catherine-Dominique de Pérignon und Pierre Ferino, mitgeteilt, die ihn am 11. Mai in Neapel empfing. In seiner Korrespondenz mit seinem Bruder teilte Napoleon ihm mit, dass seine Herrschaft erst mit der Ankunft der Senatoren offiziell werden würde, was verdeutlichte, dass sein Königreich unmittelbar in das französische System integriert wurde.
Mit seiner Thronbesteigung wollte Joseph sich als „reformfreudiger König, der um das Wohl seiner Untertanen besorgt war“, präsentieren, im Gegensatz zu „Ferdinand IV., der wenig Interesse am Schicksal seines Volkes zeigte“. Er engagierte sich persönlich, nicht nur um seinem Bruder zu gefallen, sondern auch, weil er es für notwendig hielt. So leitete er alle Räte, berief seine Generäle und Verwalter ein oder schrieb ihnen in einer Weise, die der seines Bruders, des Kaisers, ähnelte. Er kommentierte Akten und Berichte persönlich. Gleichzeitig musste er jedoch aufgrund internationaler Umstände mit repressiven Maßnahmen auf Verschwörungen und Aufstände reagieren.

#### Reisen durch das Königreich
König Joseph zeigte sich seinem Volk, bereiste sein Königreich und entdeckte die Armut in vielen Provinzen. Trotz dieser schwierigen Umstände verlief die Reise unter ausgezeichneten Bedingungen, und der Empfang war herzlich. Der Bau von Straßen wurde in Erwägung gezogen, da diese Projekte die Entschlossenheit einer Regierung symbolisierten, ihrem Volk Werkzeuge für Wohlstand zu bieten. Die Justiz wurde im Land durchgesetzt, und schlechte Verwalter wurden vor Gericht gestellt. Joseph war sich der sozialen Gegebenheiten im Land bewusst: Die lokale Elite war schwach, eine Mittelschicht existierte nicht, und das Volk war benachteiligt. Diese Volksmasse, die sogenannten Lazzaroni, stellte nach wie vor eine Bedrohung dar, doch unter Joseph wurde der soziale Frieden wiederhergestellt, ohne dass es zu brutalen Maßnahmen kam, wie es Napoleon empfohlen hatte: „Stellen Sie an strategischen Punkten der Stadt 3 oder 4 Batterien auf, die in der Lage sind, Brandbomben in das Viertel zu werfen.“

#### Die Reformpolitik
Der Adel begrüßte den Regierungswechsel in seiner großen Mehrheit wohlwollend, verlangte jedoch Garantien und die Festigung der neuen Macht, da die lokale Elite der autoritären Herrschaft der früheren Königin Maria Karolina überdrüssig war. Unter Joseph wurde das monarchische und autoritäre System beibehalten, jedoch im Rahmen einer aktiven Politik der Rationalisierung und Reformen in den Bereichen Verwaltung, Justiz, Sicherheit, Finanzen, Soziales, Bildung und Kultur. Der neue Herrscher schuf einen Hofstaat und umgab sich mit einem talentierten Team: Roederer als Finanzminister, Saliceti als Verantwortlicher für die Polizei und Mathieu Dumas im Kriegsministerium.

#### Verwaltungsreform
Mit seiner Thronbesteigung in Neapel leitete Joseph Bonaparte eine Reihe von Reformen ein, die darauf abzielten, die staatlichen Strukturen hin zu Rationalität, Ordnung und Effizienz zu transformieren. Dabei schuf er unter anderem:
- ein Polizeiministerium sowie eine Polizeipräfektur für Neapel (28. Februar 1806),
- ein Innenministerium, das einen Großteil der zivilen Staatsangelegenheiten abdeckte (31. März 1806),
- einen Staatsrat, der den Herrscher beraten und an der rechtlichen Ausarbeitung der Reformen mitwirken sollte (16. Mai 1806),
- eine Staatssekretärskanzlei zur Organisation und Überwachung der Regierungstätigkeiten (8. September 1806),
- das Amt der Staatsratsauditoren, um eine junge Generation von Verwaltungsbeamten auszubilden (10. August 1807),
- einen Rechnungshof (19. Dezember 1807),
- sowie eine neue territoriale Gliederung (Gesetz vom 8. August 1806).

Die territoriale Organisation orientierte sich stark an der Frankreichs: Es wurden dreizehn Provinzen geschaffen, die jeweils von einem Intendanten geleitet wurden, sowie zweiundvierzig Distrikte, die von einem Unterintendanten verwaltet wurden. König Joseph ging jedoch noch weiter und erließ das Gesetz vom 8. Dezember 1806, das vorsah, dass die 2.520 Gemeinden, die von Bürgermeistern (Syndici) und gewählten Stellvertretern geleitet wurden, in 495 „Regierungen“ zusammengefasst werden sollten, die eine stärkere Struktur als die französischen Kantone boten.

#### Justizreformen
Die Schaffung dieser „Regierungen“ wurde letztlich nicht vollendet, ermöglichte jedoch die Einführung einer neuen territorialen Justizorganisation. Diese basierte auf einem Kassationsgericht, vier Appellationsgerichten, Gerichten erster Instanz sowie Friedensrichtern. Die Errichtung von Handelsgerichten, eines Prisenrats und einer neuen Strafgerichtsbarkeit brachte das Justizsystem des Königreichs näher an das des französischen Kaiserreichs. Um den Code civil einzuführen, setzte Joseph Kommissionen ein, konsultierte die Kirche – insbesondere in Bezug auf die Frage der Scheidung – und beauftragte seinen Staatsrat, bestimmte Teile des Codes an die lokalen Gegebenheiten anzupassen.

#### Militärreformen
Bereits im Juli 1806 wurde das französische Modell für die tiefgreifende Reorganisation der neapolitanischen Armee übernommen, deren „Auflösung vollständig war“, wie Mathieu Dumas bemerkte. Militärschulen, Kasernen und Militärkrankenhäuser wurden gegründet. Nach dem Vorbild der französischen Nationalgarde wurde eine Provinzgarde ins Leben gerufen, um die öffentliche Ordnung aufrechtzuerhalten und offizielle Gebäude zu überwachen, während in Neapel eine Bürgergarde geschaffen wurde. Es wurden Gendarmerie-Legionen und Polizeikommissare eingesetzt. Obwohl Joseph dem Liberalismus verpflichtet war und sich oft gegen die von Napoleon geforderte Repressionspolitik stellte, führte er in Neapel dennoch eine repressive Politik gegen seine Gegner ein. Der Fall des entführten und ohne stichhaltige Beweise ermordeten Marquis von Rodio erinnerte dabei auffallend an die Affäre um den Herzog von Enghien. Am 26. August 1806 gründete Joseph eine königliche Garde, die aus zwei Infanterieregimentern, einem Kavallerieregiment, zwei Artilleriekompanien und einer Kompanie Elitegendarmen bestand. Die reguläre Armee wurde durch die Wehrpflicht ergänzt; unter Josephs Herrschaft wurden etwas mehr als 60.000 Männer eingezogen. Joseph führte persönlich das Kommando über seine Armee sowie die französischen, italienischen und polnischen Kontingente, deren Unterhalt er finanzierte.

#### Finanzreformen
Die finanzielle Lage des Königreichs ist katastrophal. Die Staatskassen sind leer, die königlichen Paläste sind ihrer Möbel beraubt, und die Münzreserven der Banken wurden von den ehemaligen Herrschern nach Sizilien gebracht. Die dringlichste Aufgabe ist die Sanierung der Finanzen. Rœderer widmet sich der Bewältigung der Schulden, der Steuererhebung und konzentriert sich auf die Reform der Grundsteuer. „Rœderers Plan sieht eine vollständige Überarbeitung des Steuersystems vor. Es geht darum, die Steuern auf jede Haushaltsgemeinschaft anzupassen“. Der König von Neapel und seine Mitarbeiter streben danach, Strenge walten zu lassen, wo zuvor Klientelismus dominierte. Joseph wandte sich an römische Bankiers, doch trotz dieser Bemühungen blieben die Einnahmen unzureichend, und die finanzielle Situation blieb angespannt. Um seine Politik durchzusetzen, wurde ein Teil des königlichen Besitzes, des Staatsvermögens, der Emigranten und der Kirche verkauft. Schließlich erließ Joseph eine außerordentliche Steuer von 22 Millionen Francs und ließ ein Darlehen von etwa 5 Millionen Francs mit einem jährlichen Zinssatz von 6 % aushandeln. Für den laufenden Betrieb und Investitionen wurden ab 1806 strukturelle Einsparungen und eine Reduzierung der Beamtenzahl vorgenommen sowie die Modernisierung des Steuer- und Verwaltungssystems eingeleitet: Einführung neuer Abgaben, Zusammenlegung von Steuern, Erhöhung der Zollsätze, Nutzung der Lotterie und der Stempelsteuer, Verbesserung des Katasters, Einrichtung einer Steuerbehörde, Abschaffung der von den Baronen gewährten Pachtverträge, Schaffung eines „Großen Buchs“ der Staatsschulden und eines Tilgungsfonds. Joseph, der den Finanzrat persönlich leitete, förderte die Fusion von Institutionen und überließ es Joachim Murat, 1809 eine Bank der beiden Sizilien zu gründen, die nach dem Vorbild der Banque de France aufgebaut wurde.

#### Sozial- und Bildungsreformen
Eines der ersten Ziele des neuen Königs war die Abschaffung der Feudalität: Obwohl die politische Allmacht der Herren und des Klerus seit Jahrzehnten verschwunden war, blieben ihr wirtschaftlicher Einfluss und ihre Kontrolle über die Denkweise der Menschen stark. So zahlten die Bauern in den meisten Gemeinden weiterhin Abgaben in Natur und Geld auf den Verkauf von Land, Saatgut, Wasser oder Mist, was fast einhundertachtzig verschiedene Abgaben ausmachte. Sie waren zudem von den Entscheidungen der Herren abhängig, die die Anbautechniken und die Organisation des Handels und der Märkte betrafen. Dies ergab ein „monströses Gebilde von Privilegien, Monopolen, Missbräuchen und Usurpationen“. Angesichts der Ungeduld Napoleons proklamierte König Joseph durch ein Dekret vom 2. August 1806 die endgültige Abschaffung der Feudalität, und die Gesetzgebung ergänzte dieses Dekret schrittweise mit Maßnahmen wie: der Befreiung der Nutzung von Gewässern, der Abschaffung vieler Steuern, der Möglichkeit, Land und die Rechte zu kaufen, der Teilung von Gemeinschaftsbesitz, der Abschaffung von Fideikommissen, die bestimmte Güter und Rechte vom Handel und von Erbschaften ausschlossen. Der Widerstand war stark, doch die Reformen des Königs wurden unter der Herrschaft von Joachim Murat fortgesetzt und von den restaurierten Bourbonen weitgehend beibehalten, die nur wenig an den während der französischen Dekade getroffenen Entscheidungen änderten. Joseph gründete zudem Wohltätigkeitsorganisationen und Krankenhäuser. Er wollte in die Zukunft investieren, indem er die öffentliche Bildung und das intellektuelle Leben förderte. Die Volksschule wurde neu gestaltet; um den öffentlichen Provinzschulen Zeit zu geben, sich zu etablieren, tolerierte er den Erhalt religiöser Einrichtungen; er ordnete die Gründung von Bildungseinrichtungen für Mädchen an – allein in der Hauptstadt wurden elf Einrichtungen eingerichtet – und wies die Berufe an, Konservatorien für die Ausbildung zu schaffen, sowie die Gemeinden, die Grundschule auszubauen. Es wurden auch Einrichtungen für die 5.600 Findelkinder des Königreichs34 und ein öffentliches Kolleg in jeder Provinz geschaffen.

#### Widerstand
Die ersten Monate waren schwierig. Die englischen Truppen besetzten Kalabrien, während die Festung Gaeta den französischen Truppen Widerstand leistete und den Engländern einen Hafen zur Verfügung stellte, um ihre Schiffe zu beherbergen. Es erforderte eine sehr schwierige Belagerung, bis Joseph Napoléon die Einnahme von Gaeta melden konnte. In Kalabrien stellte Masséna die Ordnung wieder her, jedoch unter dem Preis zahlreicher Exzesse. Die Armee benötigte Geld, Ausrüstung und Verstärkung. Joseph setzte sich das Ziel von 50.000 Mann, das er in den kommenden Monaten erreichen wollte. In der Zwischenzeit musste er Napoléon um Hilfe bitten, um die Ausgaben der Armee zu decken, was nicht ohne Bemerkungen des Kaisers blieb: „Erwartet kein Geld von mir. Die 50.000 Francs in Gold, die ich Ihnen geschickt habe, sind die letzte Summe, die ich nach Neapel sende.“
In der Tat wurden zwischen 1806 und 1808 zahlreiche Verschwörungen und Attentate aufgedeckt, die das Leben des Königs und seiner Minister direkt bedrohten. Viele wurden von Anhängern von Maria Carolina von Österreich und Fra Diavolo ausgeheckt. Diese Situation besorgte Napoléon, der seinem Bruder in einem Schreiben vom 31. Mai 1806 die Schaffung einer Garde empfahl: „Stellen Sie Ihre Garde aus 4 Regimentern Jägern und Husaren zusammen. Bilden Sie außerdem 2 Bataillone Grenadiere.“ Er riet ihm auch zu größter Vorsicht: „Ernennen Sie einen einzigen Kommandanten der Garde und betrachten Sie alle Neapolitaner mit Misstrauen. Bedienstete, Köche und Wachen sollten Franzosen sein.“
Der Klerus war immer eine mächtige Oppositionskraft in Neapel. Joseph zwang den Klerus, seinen Einfluss auf die spirituelle Sphäre zu beschränken. Die Kardinäle mussten einen Eid ablegen, die gefährlichsten für die bestehende Macht wurden aus dem Königreich ausgewiesen, und ein Teil des Klerusvermögens wurde verstaatlicht. Ein im Februar 1807 erlassenes Gesetz ordnete die Aufhebung der Klöster der Bernardiner und Benediktiner an, da diese zu zahlreich waren und Konflikte verursachen konnten. Im März 1807 wurde ein weiteres Dekret zur Nationalisierung des literarischen Vermögens des Klerus erlassen. Diese Maßnahmen wurden vom Innenministerium überwacht und zeugten von einem Willen zu politischem und kulturellem Zentralismus. Während die Eliten des Königreichs diese Reform begrüßten, war die ländliche Bevölkerung, die von der öffentlichen Wohltätigkeit der Orden abhängig war, zurückhaltender.

### Unter Joachim Murat (1808–1815)
Joseph Bonaparte führte zwei Jahre lang das Königreich Neapel. Am 21. Mai 1808 erhielt er von Napoleon den Befehl, sich nach Bayonne zu begeben. In diesem Befehl teilte Napoleon mit: „Die Nation, durch das Organ des Rates von Kastilien, verlangt nach einem König. Ich bestimme Ihnen diese Krone.“ In der Folge wurde Joseph König von Spanien. Die Krone von Neapel wurde daraufhin Joachim Murat und seiner Frau Caroline, der Schwester Napoleons, angeboten.
Am 15. Juli 1808 erhielten Murat und seine Frau durch den Vertrag von Bayonne von Napoleon die Krone von Neapel. Im Gegenzug mussten sie das Großherzogtum Berg sowie alle ihre beweglichen und unbeweglichen Besitztümer in Frankreich und ihre Besoldung als Marschall aufgeben, während sie den Titel behielten. Mit diesen Opfern wurde Murat durch die Gnade Gottes und die Verfassung des Staates zu Joachim Napoléon, König der beiden Sizilien, ernannt.
Murat hatte jedoch keine Eile, sein neues Königreich in Besitz zu nehmen. Obwohl ein Befehl des Kaisers nicht hinterfragt werden konnte, war es notwendig, dass Napoleon ihn ausdrücklich aufforderte, damit Murat am 6. September 1808 feierlich in Neapel eintrat. Der herzliche Empfang durch die Bevölkerung tröstete ihn. Nach dem Durchschreiten von Triumphbögen erhielt er die Huldigung der Honoratioren der Stadt, und in der Kathedrale wurde ein Te Deum gesungen.
Gestärkt durch diesen Empfang beschloss Murat, aktiv zu werden und dem Kaiser den Eindruck zu vermitteln, dass er ihm vollständig gewidmet und treu war. In einem Schreiben an Napoleon äußerte er: „Majestät, ich bin sehr unglücklich, seit ich von Ihnen entfernt lebe... Glauben Sie, Majestät, dass mir das Königreich, das Sie mir gegeben haben, teurer ist als Ihr Ruhm?“

## Militärgeschichte
Die Armee wurde bald zur größten Quelle öffentlicher Beschäftigung im Königreich und war insbesondere für Murat eine zentrale Institution, um eine unabhängige Basis für sein Königreich zu schaffen.
Die Rekrutierung für die Armee gestaltete sich jedoch von Anfang an schwierig, da das unbeliebte französische Wehrpflichtsystem auf Widerstand stieß. Die Zahl der anfangs eingezogenen Männer war so gering, dass Sträflinge und gefangene Briganten in die Regimenter eingezogen wurden. Die meisten Offiziere waren entweder gefangene bourbonische Offiziere oder französische und polnische Offiziere, die nach dem Feldzug von 1806 in Neapel geblieben waren. Neapolitanische Truppen nahmen an verschiedenen Feldzügen unter Napoleon und seinen Generälen teil, wobei sie sogar wichtige Rollen übernahmen, wie etwa die Begleitung des Kaisers auf seinem Rückweg von der Invasion Russlands nach Frankreich.
Murats ständige Seitenwechsel von 1813 bis 1815 führten jedoch dazu, dass seine Armee zunehmend uneinheitliche Loyalitäten aufwies und sich allmählich auflöste. Die Soldaten zeigten immer weniger Interesse daran, für Murat zu dienen oder in seinen Feldzügen zu kämpfen.

### Spanischer Feldzug
Im Februar 1808 setzte Napoleons sorgfältig ausgeklügelter Plan zur Kontrolle über Spanien und Portugal in Bewegung. Durch geschickte Manipulation der äußerst leichtgläubigen spanischen Königsfamilie stimmten diese zu, Zehntausende französische Truppen in ihr Königreich zu lassen, angeblich im Rahmen eines Plans, den sie glaubten, mit Napoleon zur Eroberung Portugals und dessen Teilung ausgeheckt zu haben. Bald wurde jedoch klar, dass diese Truppen nicht nur Portugal erobern wollten, sondern die gesamte Iberische Halbinsel. Italienische und neapolitanische Truppen bildeten einen Teil des VII. Korps unter Général de Division Duhesme, das in Katalonien stationiert war, in der 2. Division unter Général de Division Giuseppe Lechi. Am 29. Februar 1808 eroberten Lechis neapolitanische Truppen die Festung von Barcelona von der dort stationierten spanischen Garnison. Ähnliche Umstürze fanden in ganz Spanien statt, und die meisten wichtigen Festungen wurden von den Franzosen gesichert. Als jedoch am 2. Mai bekannt wurde, dass ihr König abgesetzt worden war, griff die spanische Bevölkerung von Madrid die dort stationierten Franzosen an. Dies war der Beginn des erbitterten Guerillakrieges, der bis 1814 andauern sollte.
Zwei Hauptprobleme betrafen die französischen und verbündeten Truppen in Spanien: der Mangel an Nahrung und Wasser sowie die Unfähigkeit, sicheren Raum für Truppen zu finden. Soldaten und Offiziere waren gezwungen, sich von den Lebensmitteln zu ernähren, die sie auf dem Land finden konnten; anders als die relativ friedlichen Bürger Mitteleuropas leistete die spanische Bevölkerung den französischen und verbündeten Plünderungstrupps jedoch regelmäßig Widerstand. Zudem führte die unablässige Guerilla-Aktivität in nahezu ganz Spanien dazu, dass selbst Kompanieeinheiten regelmäßig in Hinterhalte gerieten und massakriert wurden. Wenn eine Garnison einen Posten entlang der Nachschublinien halten wollte, konnte sie nur überleben, indem sie sofort eine robuste Verteidigungsstellung errichtete und genügend Vorräte zur Versorgung und Bewaffnung der Verteidiger anlegte. Wenn sie auch nur für einen Moment unachtsam war, wurde sie überrannt und massakriert.
Lechis neapolitanische und italienische Truppen waren ständig in Anti-Guerilla-Einsätze in Katalonien verwickelt. Sie nahmen an Général de Brigade Schwarz’ Expedition nach Manresa, etwa 40 km von Barcelona entfernt, teil. Auf dem Weg dorthin gerieten sie in einen Hinterhalt und mussten sich unter schweren Verlusten kopfüber zurückziehen. Auch ein zweiter Vorstoß verlief nicht besser, bei dem sie fast 400 Mann verloren. Im Juni 1808 nahmen die Neapolitaner an Duhesmes Belagerung von Girona teil. Beide Angriffe auf die Stadt scheiterten aufgrund des Mangels an Belagerungsartillerie in Duhesmes Arsenal. Zudem wurde die in Barcelona zurückgelassene Garnison von der Bevölkerung massakriert, und die Guerillas besetzten die Stadt, bis Marschall Saint-Cyrs Korps die katalanische Hauptstadt zurückeroberte. Berichten zufolge lobte Duhesme die Neapolitaner für ihr gutes Verhalten während der Operation.
Später im Jahr versuchte Duhesme einen zweiten Angriff auf Girona. Unglücklicherweise erreichte die Nachricht von der Niederlage bei Bailén die Truppen, was die Moral stark sinken ließ. Am 6. Mai 1809 begann die dritte und letzte Belagerung von Girona, die mit der Eroberung der Stadt nach einem erbarmungslosen Angriff durch das Korps von Marschall Augereau endete. Von den 34.000 Mann auf der französischen Seite starben während der Belagerung 15.000. Im März 1810 wurden die Neapolitaner bei der Blockade mehrerer von Spaniern gehaltenen Festungen in Katalonien eingesetzt, darunter Tortosa, Hostalrich und Sagunto.
Im Jahr 1811 waren das 1. und 2. neapolitanische Linieninfanterieregiment sowie das 1. Leichte Infanterieregiment in Compères Division von Suchets Armee in Valencia, zusammen mit dem 2. neapolitanischen Cacciatori a Cavallo. Am 15. Dezember 1811 waren die neapolitanischen Infanterieregimenter in Spanien so stark dezimiert, dass sie zu einem „neuen“ 8. neapolitanischen Linieninfanterieregiment zusammengelegt werden mussten. Offizierskader wurden nach Neapel geschickt, um neue Bataillone für die alten Regimenter zu rekrutieren. Das 8. Regiment erhielt den Titel „Principe Luciano“.

### Russische und deutsche Feldzüge
Für den Russlandfeldzug 1812 stellte Neapel die 33. Division unter Général de Division François Destrees im XI. Korps von Marschall Augereau. Diese bestand aus den Marineinfanteristen der neapolitanischen Garde, den berittenen und zu Fuß kämpfenden Veliten, der Ehrenwache, den 5., 6. und 7. Linieninfanterieregimentern sowie zwei Artilleriebatterien – insgesamt etwa 10.000 Mann. Sie bildeten einen Teil der Garnison der ostpreußischen Hafenstadt Danzig (heute Gdańsk) an der Ostseeküste. Nach der Niederlage von Napoleons Armee in Russland hatte die neapolitanische Kavallerie die Ehre, Napoleon selbst zurück nach Frankreich zu eskortieren, wobei sie schwere Verluste durch die Witterungsbedingungen erlitten. Auch die zu Fuß kämpfenden Veliten erlitten Verluste, als sie den Rückzug der Armee nach Polen deckten.
Später im Jahr 1813 wurden die Matrosen der Garde und die Elitekompanien jedes neapolitanischen Regiments in Danzig zum neapolitanischen Eliteregiment zusammengefasst. Sie wurden zusammen mit dem 4. leichten Infanterieregiment, das kürzlich aus Neapel nach Deutschland gekommen war, in der 31. Division des XI. Korps eingesetzt. Sie kämpften bei den Schlachten von Lützen und Bautzen, wobei sie schwere Verluste erlitten. Zum Zeitpunkt des Waffenstillstands von Pleiswitz zeichnete Napoleon persönlich Marschall MacDonald (den amtierenden Kommandanten der neapolitanischen Truppen in Deutschland) sowie mehrere Offiziere und Soldaten der neapolitanischen Brigade mit der Ehrenlegion aus.
Als die Feindseligkeiten wieder aufgenommen wurden, kämpfte die Brigade bei den Schlachten von Leipzig und Hanau. Die in Danzig verbliebenen Linieneinheiten standen vor der Aufgabe, die Stadt gegen eine weit größere preußische und russische Streitmacht unter dem Befehl des Herzogs von Württemberg zu verteidigen. Die Stadt wurde fast ein Jahr lang belagert. Unter dem Kommando von General Rapp mussten die Neapolitaner sich gegen Frost, Hunger, Krankheiten und unaufhörlichen feindlichen Beschuss behaupten. Rapps offensive Strategien führten zu weiteren Verlusten unter den Truppen. Als am 11. Juni 1813 ein kurzer Waffenstillstand vereinbart wurde, nutzten die neapolitanischen Kommandanten die Gelegenheit, Berichte über das tapfere Verhalten ihrer Truppen an Murat zu senden. Auch der französische General Detres schickte einen Bericht an Murat, der die neapolitanischen Soldaten lobte, und dieser wurde später im „Monitore delle Due Sicilie“ veröffentlicht. Anders als die Nachrichten aus Spanien wurden die Meldungen von der russischen Front rasch in der neapolitanischen Presse veröffentlicht.
Zwei Monate nach dem Waffenstillstand starteten die Russen eine Reihe von Gegenoffensiven, die den Belagerungsring um die Stadt Danzig allmählich enger zogen. Russische Granaten setzten die hauptsächlich hölzernen Gebäude der Stadt in Brand. Am 29. Dezember 1813 kapitulierte die Stadt bedingungslos an die Russen. Die überlebenden Neapolitaner gerieten in russische Gefangenschaft, doch als die Nachricht von Murats Seitenwechsel zu den Alliierten die russischen Kommandanten erreichte, wurden die Gefangenen prompt freigelassen. Die Überlebenden marschierten in perfekter Ordnung nach Neapel zurück, was die zivilen und militärischen Autoritäten der Länder, durch die sie zogen, beeindruckte. Joachim Murat belohnte die Überlebenden der Belagerung von Danzig, indem er sie in die Garde versetzte.

### Italienische Feldzüge 1814–1815
König Joachim Murat wandte sich nach der Schlacht bei Leipzig formell von Napoleon ab und kehrte nach Neapel zurück. Es wurde eine Vereinbarung zwischen ihm und den alliierten Koalitionstruppen getroffen: Murat durfte seinen Thron in Neapel behalten, wenn er 30.000 Soldaten stellte, um die Alliierten in Norditalien zu unterstützen. Doch er zögerte beschämend lange, dies zu tun, und wurde erst von seinen österreichischen Verbündeten dazu gedrängt, die französisch-italienischen Truppen am Fluss Taro, etwa 10 km westlich von Parma, anzugreifen. In diesem kleineren Gefecht waren die Neapolitaner siegreich, und die französisch-italienischen Truppen zogen sich nach Piacenza zurück. Dies markierte das Ende der Kämpfe in Norditalien, und bald darauf erreichte die Nachricht von Napoleons Abdankung Murat. Er konnte eine Einigung mit den Alliierten erzielen und seinen Thron behalten.
Im Jahr 1815 erreichte die Nachricht von Napoleons Rückkehr nach Frankreich am 4. März Neapel. Zehn Tage später entschied sich Murat, sein Bündnis mit den Koalitionstruppen zu brechen und erneut auf die Seite seines alten Kaisers zu treten, den er ein Jahr zuvor verraten hatte. An der Spitze von 46.829 Infanteristen, 7.224 Kavalleristen und 78 Geschützen marschierte er nach Norden, um gegen die Österreicher zu kämpfen. Am 4. April überquerten die Neapolitaner den Fluss Panaro in Oberitalien und besiegten die Österreicher unter FML Friedrich von Bianchi bei Modena. Am 7. April versuchte Murat, die Linie des Flusses Po bei Occhiobello, einer kleinen Stadt 50 km südlich von Venedig, zu durchbrechen, wurde jedoch auf heftigen Widerstand getroffen und musste sich zurückziehen. Die Österreicher verloren bei diesem Gefecht nur 22 Mann, während die Verluste auf neapolitanischer Seite weitaus höher waren. Dies belastete die ohnehin schwache Moral von Murats Offizieren und Soldaten, die allmählich zu desertieren begannen. Viele Soldaten hatten kein Interesse, gegen die Österreicher zu kämpfen, und verließen die Armee.
Bald darauf erfuhr Murat von der britischen Kriegserklärung gegen ihn. Am 10. April wurde die neapolitanische Garnison der Stadt Carpi angegriffen und floh. Murat zog sich nach Ravenna an der Ostküste der italienischen Halbinsel zurück. Ständig verfolgt, verloren die Neapolitaner gegen Bianchis Österreicher in Cesenatico und Pesaro. Schließlich stellten sich die Neapolitaner in der kleinen Stadt Tolentino, wo die österreichische Armee eintraf, um ihnen entgegenzutreten. Es wurde schnell klar, dass dort die entscheidende Schlacht stattfinden würde.

## Verfassung
Die Verfassung vom 20. Juni 1808:
- erklärt die katholische Religion zur Staatsreligion (Titel I);
- regelt die Thronfolge: Die Krone von Neapel wird in direkter und legitimer männlicher Linie nach dem Prinzip der Erstgeburt vererbt (Titel II);
- legt die Bestimmungen zur Ernennung des Regenten fest: Die Regentschaft steht der Königin zu; in ihrem Ausfall fällt sie an einen Prinzen der königlichen Familie, der vom Kaiser der Franzosen ernannt wird. Gibt es keinen geeigneten Prinzen, muss die Wahl auf einen Staatsangehörigen fallen (Titel III);
- definiert die Titel und Rechte der Mitglieder der königlichen Familie (Titel IV);
- listet die höchsten Amtsträger des Hofes auf: Großalmosenier, Großkämmerer, Großmarschall, Großstallmeister, Großjägermeister und Zeremonienmeister (Titel V);
- bestimmt die Ministerposten: Minister für Justiz und Religion, Außenminister, Innenminister, Finanzminister, Kriegs- und Marineminister sowie Minister für die allgemeine Polizei (Titel VI);
- definiert die Zusammensetzung des Staatsrats: Der Staatsrat besteht aus 26 bis 36 Mitgliedern, unterteilt in vier Abteilungen (Justiz und Religion, Inneres und Polizei, Finanzen, Krieg und Marine). Der Präsident des Kassationsgerichts ist ein automatisch ernannter (geborener) Mitglied des Staatsrats. Laut Artikel 8 haben königliche Erlasse, die Themen betreffen, die dem Parlament vorbehalten sind, Gesetzeskraft bis zur ersten Parlamentssitzung, sofern sie im Staatsrat diskutiert wurden (Titel VII);
- beschreibt die Struktur und Aufgaben des Nationalparlaments: Es besteht aus 100 Mitgliedern und ist in fünf Klassen unterteilt: Klerus (20 Geistliche, auf Lebenszeit ernannt), Adel (20 Adlige, auf Lebenszeit ernannt), Besitzende (20 gewählte Grundbesitzer), Gelehrte (Mitglieder der Universität und der Gerichte sowie herausragende Persönlichkeiten aus Wissenschaft und Kunst, auf Lebenszeit ernannt) und Kaufleute (20 gewählte Händler). Das Nationalparlament wird vom König einberufen und kann nur von ihm vertagt oder aufgelöst werden. Es tritt mindestens alle drei Jahre zusammen. Der Präsident des Parlaments wird vom König ernannt, und die Sitzungen sind geheim. Steuerverteilungen, wichtige Änderungen am Zivil- und Strafrecht sowie am Steuer- oder Währungssystem unterliegen der Beratung des Parlaments (Titel VIII);
- legt die Grundprinzipien des Justizsystems und der Staatsbürgerschaft (Geburtsrecht) fest und unterscheidet zwischen dem Staatsschatz und dem Kronschatz (Titel IX).

König Murat führte eine neue Verfassung ein, die ein Zweikammerparlament mit einem Senat und einem Rat der Notablen vorsah und bestimmte, dass Caroline Murat nach seinem Tod die neue Herrscherin werden sollte.

## Symboliken des Königreiches

Kleines Wappen von Joseph-Napoleon, König von Neapel und Sizilien von 1806 bis 1808.
Großes Wappen von Joseph-Napoleon, König von Neapel und Sizilien von 1806 bis 1808.
Kleines Wappen von Joachim-Napoleon, König von Neapel und Sizilien von 1808 bis 1815.
Großes Wappen von Joachim-Napoleon, König von Neapel und Sizilien von 1808 bis 1815.
Kleines Wappen von Joachim-Napoleon, König von Neapel und Sizilien von 1808 bis 1815.
Flagge des Königreichs Neapel von 1806 bis 1808.
Flagge des Königreichs Neapel von 1808 bis 1811.
Flagge des Königreichs Neapel von 1811 bis 1815.